# سعد علي الناهض
سعد علي سعد الناهض، أحد رجالات دولة الكويت ورجل أعمال، أحد مؤسسي جمعية الهلال الأحمر الكويتي.

## السيرة الذاتية
من مواليد الحي الشرقي من مدينة الكويت.
تلقى علومه ودراسته عند الملا عبد الوهاب، ثم في المدرسة الشرقية، ثم الابتدائية، ثم في المدرسة الشرقية المتوسطة (في مبناها الجديد).
أكمل المرحلة الثانوية في المدرسة المباركية.
تابع دراسته الجامعية في جامعة القاهرة وتخرج فيها عام 1958.
عمل في ديوان الموظفين، ثم انتقل إلى وزارة الصحة مسؤولا عن الشؤون الإدارية، ثم وكيلا مساعدا، ثم وكيلا للوزارة حتى تقاعده عام 1974.
انتقل للعمل في القطاع المصرفي لمدة تزيد على عشرين عاما ثم ترك الوظيفة عام 1995.
فاز بالتزكية لمنصب رئيس مجلس إدارة غرفة تجارة وصناعة الكويت في 5 مايو 2001.
أحد مؤسسي جمعية الهلال الأحمر الكويتي.